# Deutsche Presse (Wien)
Die Deutsche Presse war eine österreichische Tageszeitung mit deutschnationaler Ausrichtung, die zwischen 1914 und 1917 in Wien erschien. Ihre Vorgänger und gleichzeitig Nachfolger war das Alldeutsche Tagblatt. Die Deutsche Presse führte zeitweise die Nebentitel Zeitung für alldeutsche Politik und Unbestechliches Tagblatt. Verein Alldeutsche Presse.